# 拉莫特圣让
拉莫特圣让（法語：La Motte-Saint-Jean，法語發音：[la mɔt sɛ̃ ʒɑ̃]）是法国索恩-卢瓦尔省的一个市镇，属于沙罗勒区。

## 地理
拉莫特圣让（46°29'42"N, 3°57'50"E）面积21.32 平方千米，位于法国勃艮第-弗朗什-孔泰大區索恩-卢瓦尔省，该省份为法国中部省份，北起顺时针与科多尔省、汝拉省、安省、罗讷省、卢瓦尔省、阿列省和涅夫勒省接壤。
与拉莫特圣让接壤的市镇（或旧市镇、城区）包括：莫利内、迪关、莱盖罗、讷维格朗尚、阿鲁河畔里尼、圣阿尼昂。

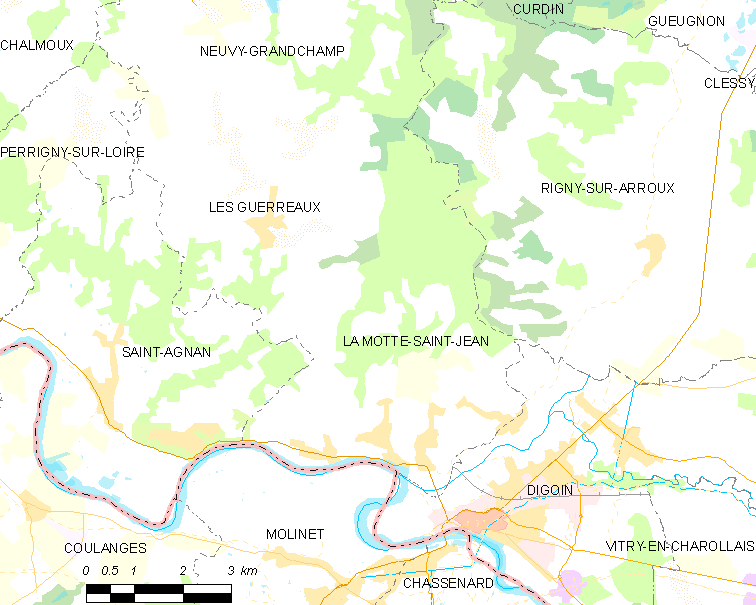
拉莫特圣让的OSM定位图

拉莫特圣让的时区为UTC+01:00、UTC+02:00（夏令时）。

## 行政
拉莫特圣让的邮政编码为71160，INSEE市镇编码为71325。

## 政治
拉莫特圣让所属的省级选区为迪关县。

## 人口

1962-2008年间拉莫特圣让人口变化图示

拉莫特圣让于2022年1月1日时的人口数量为1186人。